# Montrevel (Giura)
Montrevel è un comune francese di 96 abitanti situato nel dipartimento del Giura nella regione della Borgogna-Franca Contea.

## Società

### Evoluzione demografica
Abitanti censiti